# Beer, Beer, Beer
A Beer, Beer, Beer, más néven Óda Charlie Moppshoz – Az ember, aki feltalálta sört és Charlie Mopps, egy, a Brit-szigetekhez köthető népdal. Ivódalként ismerik, és egyfajta tisztelgés Charlie Mopps, a sör mitikus feltalálója előtt.

## Története
Nem tudni, hol született a dal. Több teória is létezik azt illetően, hogy a Brit-szigetek mely részéről származik. Gyakran ír kocsmazeneként emlegetik, noha az is elfogadott nézet, hogy az 1800-as években íródott, a Brit-szigetek valamelyik orfeumában. Egy másik teória angol népdalként tartja számon. Eredetileg hivatalosan a Sing című angol folkzenei magazin 10. számában jelent meg, majd a Sing Out! amerikai megfelelőjében. Megjegyezték, hogy a három pub, mely szerepel benne, Londonban található, a Temze partján. 1956-ban – feltehetően angol tengerészek által – eljutott Ausztráliába, ahol módosították a szövegét, s ez a változat hamar elterjedt szerte a világon. Ez a New South Wales-i zeneklubban tevékenykedő Peter Francisnek volt köszönhető, aki azért módosította a szöveget, hogy az jobban beleilleszkedjen az ausztrál közegbe . Ennek eredménye az a téves nézet, amely úgy terjedt el Európában, hogy a Beer, Beer, Beer egy ausztrál dal. Amikor megjelent a Sing Out! magazinban, csak az első két sort mutatták be. Válaszként egy új-zélandi olvasó elküldte nekik a teljes ausztrál változatot. Az Egyesült Államokban Charlie Mopps néven terjedt el, noha megjegyezték, hogy a dalnak több címe is van.
A dalt több előadó is rögzítette, többek közt a The Clancy Brothers és Marc Gunn. Hollandiában 1970-ben jelent meg, amikor a Cocktail Trio menedzsere bemutatta nekik az ausztrál verziót. A dal megjelent a 2004-es The Bard's Tale videójátékban is, ahol részeg mecénások éneklik az első kocsmai jelenetben.

### Charlie Mopps
A Beer, Beer, Beer Charlie Moppshoz (Charlie Mopsnak is írják) köthető, aki a sör kitalált feltalálója. A neve rímel az angol barley (árpa) és hops (komló) szavakra, melyek a sör két legfontosabb alkotóeleme. Ezért a Beer Beer Beer című dalban imába foglalják a nevét. Karaktere úgy jelent meg a nyomtatott sajtóban, mint az emberiség egyik legnagyobb jótevője. A Beer, Beer, Beer továbbá rengeteg embernek adott ötletet, akik Charlie Mopps után nevezték el pubjukat.

## Fordítás
Ez a szócikk részben vagy egészben  a   Beer, Beer, Beer című angol Wikipédia-szócikk ezen változatának fordításán alapul.  Az eredeti cikk szerkesztőit annak laptörténete sorolja fel. Ez a jelzés csupán a megfogalmazás eredetét és a szerzői jogokat jelzi, nem szolgál a cikkben szereplő információk forrásmegjelöléseként.